# Cratere Kingsley
Kingsley  è un cratere sulla superficie di Venere. Deve il suo nome a Mary Kingsley, esploratrice ed etnologa britannica del XIX secolo.